# Ethiolimnia zumpti
Ethiolimnia zumpti är en tvåvingeart som beskrevs av Verbeke 1956. Ethiolimnia zumpti ingår i släktet Ethiolimnia och familjen kärrflugor. Inga underarter finns listade i Catalogue of Life.